# Salou Ibrahim
Salou Ibrahim (Kumasi, 29 mei 1979), alias Ibrahim Salou, is een Belgisch voetballer. Salou, van geboorte Ghanees, verkreeg in 2005 de Belgische nationaliteit en kondigde een jaar later aan beschikbaar te zijn voor de Belgische nationale ploeg.
Salou kon in drie seizoenen tijd van vierde klasse naar eerste klasse gaan. Zijn eerste Belgische voetbalploeg was derdeklasser KFC Turnhout, waar hij 4 seizoenen zou spelen. Turnhout zakte door licentieproblemen in het seizoen 2002-2003 naar vierde klasse, maar promoveerde meteen terug naar derde. Het daaropvolgende seizoen verhuisde hij naar KV Kortrijk. Bij de neotweedeklasser kon hij zich in de kijker spelen en in 2005 verkaste hij naar SV Zulte Waregem, dat net naar eerste klasse was gepromoveerd. Hij speelde er een goed seizoen en won met SVZW ook de Beker van België. Hierdoor kon Salou dan ook rekenen op interesse van enkele teams, waaronder RSC Anderlecht en Club Brugge. Hij koos voor de Bruggelingen. Salou Ibrahim kende in het begin van het seizoen 2006-2007 een mindere periode en scoorde zijn eerste officiële doelpunt voor Club Brugge pas na zes speeldagen. Salou speelde voor de winterstop enkele sterke wedstrijden tegen Tottenham Hotspur in de UEFA-Cup en Standard Luik in de competitie, maar toch slaagde hij er niet in om volledig te ontbolsteren.
Salou werd door de Ghanese bondscoach opgeroepen om deel te nemen aan het WK 2006, maar hij weigerde de uitnodiging. Salou verklaarde dat hij blessurevrij wenste te blijven en zich volledig wilde concentreren op Club Brugge.
Na enkele ontgoochelende seizoenen tekende hij op 24 juli 2008 een tweejarig contract bij de Duitse toenmalige tweedeklasser MSV Duisburg. Begin februari verliet hij Duisburg en tekende hij een contract bij de Deense toenmalige eersteklasser Vejle BK.
Na enkele seizoenen in het buitenland keerde hij op 20 januari 2012 terug naar België. Hij tekende een contract bij Oud-Heverlee Leuven. Op 19 juli 2012 tekende hij een contract bij UR La Louvière Centre, dat toen in de derde klasse uitkwam. Nadien kwam hij nog uit voor Hoogstraten VV en FC Destelbergen.
In september 2016 tekende hij een contract bij RVC Hoboken, in de 3de provinciale A.

## Statistieken
| Seizoen | Club                  | Competitie                         | Wed. | Goals |
| ------- | --------------------- | ---------------------------------- | ---- | ----- |
| 1996/97 | King Faisal           | Premier League                     | 12   | 6     |
| 1997/98 | King Faisal           | Premier League                     | 26   | 13    |
| 1998/99 | TuS Wandsbek 81       |                                    | 16   | 6     |
| 1999/00 | TuS Wandsbek 81       |                                    |      |       |
| 2000/01 | KFC Turnhout          | Tweede klasse                      | 8    | 3     |
| 2001/02 | KFC Turnhout          | Derde klasse                       |      |       |
| 2002/03 | KV Turnhout           | Vierde klasse                      | 16   | 10    |
| 2003/04 | KV Turnhout           | Vierde klasse                      | 26   | 16    |
| 2004/05 | KV Kortrijk           | Tweede klasse                      | 28   | 10    |
| 2005/06 | SV Zulte-Waregem      | Eerste klasse                      | 29   | 9     |
| 2006/07 | Club Brugge           | Eerste klasse                      | 25   | 3     |
| 2007/08 | Club Brugge           | Eerste klasse                      | 21   | 2     |
| 2008/09 | MSV Duisburg          | 2. Bundesliga                      | 6    | 0     |
| 2009/10 | Vejle BK              | SAS Ligaen                         | 18   | 3     |
| 2010    | New York Red Bulls    | MLS                                | 19   | 3     |
| 2011    | New York Red Bulls    | MLS                                | 0    | 0     |
| 2011/12 | Oud-Heverlee Leuven   | Eerste klasse                      | 9    | 0     |
| 2012/13 | UR La Louvière Centre | Derde klasse                       | 15   | 8     |
| 2013/14 | Hoogstraten VV        | Tweede klasse                      | 0    | 0     |
| 2014/15 | FC Destelbergen       | Tweede provinciale Oost-Vlaanderen | 0    | 0     |
| 2016/17 | RVC Hoboken           | Derde provinciale Antwerpen        | 0    | 0     |